# Thomas, a gőzmozdony – Az elveszett kincs legendája
A Thomas, a gőzmozdony – Az elveszett kincs legendája (eredeti cím: Thomas & Friends: Sodor's Legend of the Lost Treasure) 2015-ös brit animációs, gyerekeknek készült kalandfilm, a 9. egész estés Thomas, a gőzmozdony-film. A filmet David Stoten rendezte Andrew Brenner forgatókönyve alapján, a zenét Robert Hartshorne, Peter Hartshorne és a prágai filharmonikus zenekar készítette. A történet narrátora a sorozathoz hasonlóan Mark Moraghan, mellette felbukkannak a karakterek hangjaiként Joseph May, Tom Stourton, John Hurt és Eddie Redmayne.
Az Egyesült Királyságban 2015. július 17-én mutatták be limitált ideig a mozikban, majd 2015. szeptember 28-án DVD-n és Blu-rayen is kiadták. Magyarországon a Minimax tűzte műsorra 2016. április 30-án.

## Cselekménye
Thomas, a gőzmozdony egy régi kalózhajó megtalálása után elkezdi felkutatni a Sodor-sziget rejtélyes kincsét. A kutatásba barátai is belekapcsolódnak, ám hamarosan gondjaik adódnak, és minél előbb meg kell találniuk a kincset, mielőtt Matróz John megkaparintaná azt.

## Szereplők
| Szereplő            | Eredeti hang                                 | Magyar hang          |
| ------------------- | -------------------------------------------- | -------------------- |
| Mesélő              | Mark Moraghan                                | Csankó Zoltán        |
| Thomas              | John Hasler (UK)/Joseph May (USA)            | Csőre Gábor          |
| Edward              | Keith Wickham (UK)/William Hope (USA)        | Galbenisz Tomasz     |
| Henry               | Keith Wickham (UK)/Kerry Shale (USA)         | Seder Gábor          |
| Gordon              | Keith Wickham (UK)/Kerry Shale (USA)         | Karácsonyi Zoltán    |
| James               | Keith Wickham (UK)/Rob Rackstraw (USA)       | Gyurik István        |
| Percy               | Keith Wickham (UK)/Christopher Ragland (USA) | Szokol Péter         |
| Toby                | Rob Rackstraw (UK)/William Hope (USA)        | Rosta Sándor         |
| Emily               | Teresa Gallagher (UK)/Jules de Jongh (USA)   | Haffner Anikó        |
| Marion              | Olivia Colman                                | Hábermann Lívia      |
| Victor              | David Bedella                                | Pusztaszeri Kornél   |
| Cranky              | Matt Wilkinson (UK)/Glenn Wrage (USA)        | Szabó Sipos Barnabás |
| Kevin               | Matt Wilkinson (UK)/Kerry Shale (USA)        | Szabó Máté           |
| Kövér ellenőr       | Keith Wickham                                | Faragó András        |
| Sir Robert Norramby | Mike Grady                                   | Áron László          |
| Skiff               | Jamie Campbell Bower                         | Berkes Bence         |
| Matróz John         | John Hurt                                    |                      |
| Ryan                | Eddie Redmayne                               |                      |